# Организации кикбоксинга
Организации кикбоксинга — международные спортивные организации, способствующие развитию кикбоксинга в мире, организующие проведение любительских соревнований, профессиональных турниров, учреждающие весовые категории, чемпионские титулы, рейтинги.
Крупнейшими организациями профессионального кикбоксинга являются Glory, ONE Championship, К-1, It’s Showtime, Kunlun Fight, KOK. В 90-е и 2000-е года промоушен "К-1" был самым известным и престижным, затем это роль взял на себя промоушен "Glory". Хотя и другие организации навязывают хорошую конкуренцию.
Крупнейшей организацией любительского кикбоксинга является WAKO. Так как собирает в последние десятилетия больше всего участников на своих чемпионатах мира и континентальных чемпионатах. А так же любительский кикбоксинг WAKO признан МОК (международным олимпийским комитетом) олимпийским видом спорта.
Помимо WAKO, на любительском уровне кикбоксинг развивает около десятка других организаций. Таких как: ISKA, WKA, WTKA, IAKSA, WKO, WKL, WKF, WKN, WKU, IKF

## Кикбоксинг формата К-1
В кикбоксинге формата К-1 (также встречаются названия японский кикбоксинг, восточный кикбоксинг, ориентал, тайбоксинг, тайкикбоксинг) долгое время определяющую роль играла организация К-1 (именно в её честь назвали данную разновидность кикбоксинга). С 1993 года организацией проводились ежегодные турниры в тяжёлом весе, а с 2002 года — в первом среднем весе (до 70 кг). Постепенно в планы входило освоение иных весовых категорий, однако в 2011 году банкротство концерна FEG и стихийные бедствия в Японии привели к упадку организации.

Наиболее авторитетной организацией стала голландская компания It’s Showtime, существующая с 1998 года и изначально бывшая лишь промоутерской компанией. С 2008 года в It’s Showtime были учреждены весовые категории и, соответственно, чемпионские титулы в них.

В 2012 году It’s Showtime была приобретена Glory Sport International, хозяевами новой организации Glory World Series. В свою очередь К-1, поддерживаемая новыми инвесторами объявила о возрождении.

Ведущих бойцов к боям за свои чемпионские титулы привлекает также Всемирная ассоциация фулл-контакта (WFCA, создана в 1997 году), однако это обусловлено не авторитетом организации, а её расположением в Голландии — одном из главных центров мирового кикбоксинга, где эти бойцы на постоянной основе выступают.

### Чемпионы It’s Showtime
| Вес         | Чемпион            |
| ----------- | ------------------ |
| свыше 95 кг | Даньел Гицэ        |
| 95 кг       | Данио Илунга       |
| 85 кг       | Ясон Вилнис        |
| 77 кг       | Артём Левин        |
| 73 кг       | Л’Хусейн Узгни     |
| 70 кг       | Анди Саувер        |
| 65 кг       | Ороно Во. Пхечпхун |
| 61 кг       | Масахиро Ямамото   |

## Фулл-контакт и фулл-контакт с лоу-киком
Фулл-контакт и фулл-контакт с лоу-киком — две ветви «американского» кикбоксинга — по-прежнему развиваются старейшими организациями, стоявшими у истоков этого вида спорта, либо их правопреемниками.

### Всемирная ассоциация каратэ и кикбоксинга (WKA)
WKA была создана в 1976 году и является старейшей из ныне существующих организаций профессионального кикбоксинга. В 1970—1980-е годы WKA наряду с PKA и KICK была основной мировой организацией в кикбоксинге и некоторое время даже обгоняла конкурентов, занимая ведущие позиции в Европе и Японии (после упадка японских организаций из-за скандала с их связями с организованной преступностью). WKA первая учредила фулл-контакт с лоу-киком (ранее назывался «правила WKA»), чем выгодно отличалась от PKA. Создавая конкуренцию WAKO, WKA стала развивать также и любительский кикбоксинг, а также делала упор на тайский бокс, конкурируя с WMTA и IMTF. Однако распад организации в 1992 году (после переноса штаб-квартиры WKA в Европу американское представительство отделилось, создав новую федерацию IKF) привёл к потере контроля над американским рынком, а из Японии WKA была вытеснена К-1. Тем не менее, WKA продолжает оставаться одной из крупных организаций в мире фулл-контакта и фулл-контакта с лоу-киком, а также имеет отношение и к кикбоксингу формата К-1, находясь, например, в числе организаторов большого гран-при во втором среднем весе Kings of Kickboxing в 2007 году (победитель Стив Уэйклинг).

В организации учреждено 15 весовых категорий от −50 кг до +95 кг.

### Международная спортивная ассоциация любительского и профессионального кикбоксинга (IAKSA—IAKSA PRO)

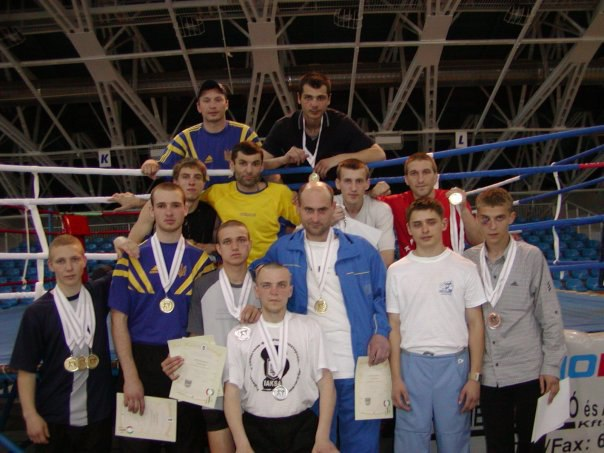
Кубок Европы 2004 Сегед, Венгрия.

Международная спортивная ассоциация любительского и профессионального кикбоксинга (International Amateur Karate-Kickboxing Sports Association (IAKSA) и IAKSA PRO) — одна из старейших международных организаций кикбоксинга. Изначально штаб-квартира была расположена в Австрии, но после того как в 2006 году предыдущее руководство скомпрометировало себя, подписав договор о слиянии с WAKO, не проведя общего собрания с главами федерации кикбоксинга стран, входящих в IAKSA, имеющих право решающего голоса. Юридически решение о слиянии не было оформлено, так как это противоречило уставу организации. Была собрана внеочередная конференция, на которой приняли решение о переносе штаб-квартиры в Италию и избрали новых президентов. Любительское направление возглавил Юрий Другин (Россия), профессиональное — Жандоменико Беллеттини (Италия). В апреле 2012 года была вновь собрана внеочередная конференция, на которой было принято решение о целесообразности переноса штаб-квартиры в город Москву. Также было принято решение, что любительское и профессиональное направление должен возглавлять один человек, и им был избран Юрий Афанасьевич Другин (Россия).

### Всемирная ассоциация организаций кикбоксинга (профессиональная) (WAKO-PRO)
Возникшая в 1976 году любительская федерация WAKO первоначально не планировала развивать профессиональный кикбоксинг и пыталась завязать отношения с ведущими в то время профессиональными федерациями PKA и WKA. Не достигнув успеха, организаторы WAKO во второй половине 1980-х годов создавали связанные с WAKO организации: PKO (Professional Kickboxing Organization), затем IKL (International Kickboxing League). Наконец, в 1991 году была создана WAKO-PRO как подразделение WAKO. Первое время данные организации не могли конкурировать с американскими федерациями (можно отметить лишь привлечение знаменитого Дона Уилсона в марте 1989 года к бою за титул чемпиона PKO, который он после ни разу не защищал). Однако на фоне упадка и разделений в американском кикбоксинге WAKO-PRO стала в 2000-е годы одной из ведущих и наиболее стабильных мировых организаций. Кроме того, WAKO-PRO единственная развивает профессиональные лайт-контакт и семи-контакт. Чемпионские пояса WAKO-PRO в кикбоксинге формата К-1 и в тайском боксе уступают в признании профильным организациям в этих видах спорта. Тем не менее, WAKO-PRO старается быть заметной и в кикбоксинге формата К-1, привлекая известных бойцов (Абрахам Рокеньи, Косму Алешандри), а в 2011 году под эгидой WAKO-PRO прошли два крупных гран-при Fight Code в супертяжёлом (победитель Виталий Ахраменко) и среднем (победитель Юрий Бессмертный) весах.
В организации учреждено 17 весовых категорий от −52,7 кг до +94,2 кг.

### Международная ассоциация спортивного каратэ (ISKA)
ISKA выделилась в 1985 году из первой и на то время одной из ведущих мировых кикбоксерских организаций PKA, фактически заняв её место. Новую организацию приняли как бойцы, так и инвесторы и телевидение. В течение первого десятилетия существования ISKA оставалась на лидирующих ролях вместе с WKA и KICK. В дальнейшем рост популярности в мире К-1 и упадок американского кикбоксинга, не выдерживавшего в США конкуренции с профессиональным боксом и смешанными единоборствами, привели к снижению авторитета организации, чему способствовало в 1994 году отделение европейского филиала, ставшего обособленной федерацией WKN. Тем не менее, ISKA продолжает играть заметную роль в мире американского кикбоксинга, развивает формат К-1 и тайский бокс, а в конце 1990-х даже начала развивать профессиональное ушу-саньшоу (правда, единственный пояс был лишь у Кунга Ле, который продолжается значиться чемпионом, хотя не выступал в организации с 2000 года).

В организации учреждено 19 весовых категорий от −50,5 кг до +101,5 кг.

### Всемирная сеть кикбоксинга (World Kickboxing Network)
World Kickboxing Network (WKN) выделилась из ISKA в 1994 году. В организации учреждено 18 весовых категорий от −53,5 кг до +96,6 кг. Помимо кикбоксинга WKN старается развивать тайский бокс, привлекая таких бойцов как Сутсакхон Со. Клинми, Андрей Кулебин, Уэйн Парр, Натан Корбетт.

### Международная федерация кикбоксинга (IKF)
IKF выделилась из WKA в 1992 году. В организации учреждено 17 весовых категорий от −50,9 кг до +97,8 кг. IKF в начале 2000-х годов развивало профессиональное ушу-саньшоу, однако с 2004 года не провела ни одного титульного поединка.

## Любительские организации
На сегодняшний день существуют и развивают любительський кикбоксинг более 10 организаций по всему миру. А именно это: WAKO, ISKA, WKA, IAKSA, WTKA, WKO, WKN, WKU, WKF, WKL, IKF.
Крупнейшими организациями либительского кикбоксинга на данный момент являются WAKO, ISKA, WKA. Так как они являются самыми старыми(появились в конце 1970-х и в 1980-х годах) и самыми массовыми (на соревнованиях собирают больше всех участников). Организация WAKO в 2021 году получила от МОК (международный олимпийский комитет) статус олимпийской, в перспективе имеет шансы быть включенной в программу Олимпийских игр. Однако, это случится не раньше 2032 года. Пока так же не ясно, какие именно разделы кикбоксинга WAKO, станут олимпийскими.